# Marc Hardy
Marc Hardy (Luik, 15 augustus 1952) is een Belgisch stripauteur en is de tekenaar van de humoristische stripreeks G. Raf Zerk. Zijn tekeningen zijn karikaturaal en worden gekenmerkt door een levendige en hevige lijnvoering.

## Biografie
Van zijn tweede tot zijn vijftiende woonde Hardy in Katanga (Congo) met zijn ouders. Bij zijn terugkeer in België bezocht hij de academie van Saint-Luc in Luik, waar denigrerend werd gedaan over het beeldverhaal. Hij kreeg de kans te beginnen als assistent van Mitteï, waar hij onder andere werkte aan de stripreeks Ton en Tineke. Onder eigen naam werkte hij aan verschillende reeksen (Arkel, De Libellenpatroelje, Titia en Pijpelijn), maar zijn doorbraak kwam er echt met de reeks G. Raf Zerk op scenario van Raoul Cauvin. Van deze humoristische reeks over een doodgraver verschenen sinds 1984 al meer dan 30 albums bij uitgeverij Dupuis.
- Biblioteca Nacional de España: XX862073
- Bibliothèque nationale de France: cb11906891n (data)
- Gemeinsame Normdatei: 114573264X
- International Standard Name Identifier: 0000 0000 5951 2642
- Système universitaire de documentation: 026914689
- Virtual International Authority File: 76316829
- WorldCat: E39PBJfhbdQGx4RrHxRGkGcHG3